# Ina-Maria Federowski
Ina-Maria Federowski (née le 28 septembre 1952 à Freital (RDA) et morte le 13 juillet 2017 à Berlin (Allemagne)) est une chanteuse est-allemande puis allemande.

## Biographie
Après l'Abitur, Ina-Maria Federowski suit une formation de jardinier-paysagiste. Elle fait une formation artistique à la Hochschule für Musik Carl Maria von Weber Dresden, où elle obtient l'examen d'État de chant classique. Elle a son premier engagement à la Staatsoperette Dresden. Dans le même temps, elle remporte le premier prix du festival de chanson Goldener Rathausmann.
Ina-Maria Federowski devient une chanteuse de schlager de la RDA et est présente à des festivals internationaux. Elle a fait 200 apparitions à la télévision dans des émissions comme Das ist Musik für Sie ou Ein Kessel Buntes qu'elle présente une fois en 1987. Après la réunification allemande, sa carrière est relancée en 1996.
À partir de 2006, elle travaille avec le producteur Jürgen Kerber.

## Discographie
Singles
- 1981 : Aber Scheiden tut weh, Na, wo ist dein Herz
- 1982 : Haus ohne Kinder, Irgendwann ist jeder dran, Gegensätze ziehn sich an, Die Liebe gewinnt
- 1998 : Die Hälfte seines Lebens, Er weiß nicht, was er will, April, April
- 1999 : Die spritzigen Jungs von der Feuerwehr, Die Hälfte seines Lebens, Er weiß nicht, was er will
- 2000 : Wovon träumt der Weihnachtsmann, Es ist Weihnachtszeit, Hallo lieber Weihnachtsmann, Weihnachtszeit
- 2001 : Die Liebe gewinnt, Die Liebe gewinnt, Nur für einen Augenblick
- 2009 : Wie auch immer
- 2010 : '89
- 2011 : Lass uns kuscheln

Albums
- 1980 : Kleeblatt
- 1984 : Man lernt nie aus
- 1996 : Gegensätze